# Балаян, Ашот Карапетович
Ашот Карапетович Балаян (арм. Աշոտ Կարապետի Բալայան; 1906, Арачадзор, Елизаветпольская губерния — 1961, Москва) — советский инженер, специалист в области радиолокации, дважды лауреат Сталинской премии.

## Биография
Родился 13 (26) ноября 1906 года в селе Арачадзор Елизаветпольской губернии, сейчас — Нагорный Карабах.
В 1922 — 1929 годы работал токарем в депо Западной железной дороги в Баку.
В 1934 году окончил МЭИ. Работал в Москве: в 1933—1934 годах — в Научно-исследовательском институте связи и электромеханики РККА, а затем до 1943 года — на заводе № 192. С 1943 года работал в НИИ-10 — старший инженер, начальник лаборатории.
Умер 10 июня 1961 года. Похоронен на Введенском кладбище (участок № 25).

## Признание
- Сталинская премия второй степени (1946) — за создание РЛС управления артустановками главного калибра и зенитной артиллерии «Редан-1» и «Редан-2»
- Сталинская премия третьей степени (1950) — за разработку в области военной техники (создание малогабаритной РЛС «Зарница» для торпедных катеров)
- орден «Знак Почёта»